# Plus dure sera la chute
Pour les articles homonymes, voir The Harder They Fall.
Pour plus de détails, voir Fiche technique et Distribution.
Plus dure sera la chute (The Harder They Fall) est un film américain réalisé par Mark Robson et sorti en 1956. Il est en partie inspiré de la vie du boxeur Primo Carnera. Il s'agit du dernier film tourné par Humphrey Bogart.

## Synopsis
Eddie Willis, journaliste sportif au chômage, accepte l'offre de Benko, un manager de boxe corrompu, pour monter une combine qui les rendra riches. Ils profitent de la naïveté de Toro Moreno, un boxeur lourd et pataud, pour abuser du public auquel ils le présentent comme une force de la nature. Match après match, Toro écrase ses adversaires et gagne la sympathie du public qui, comme lui, ignore que chaque rencontre est truquée. Après avoir accepté toutes les compromissions, Eddie finira par écrire un article sur le racket dans le milieu de la boxe.

## Fiche technique
- Titre original : The Harder They Fall
- Titre français : Plus dure sera la chute
- Réalisation : Mark Robson
- Scénario : Philip Yordan d'après le roman de Budd Schulberg, The Harder They Fall (1947)
- Direction artistique : William Flannery
- Photographie : Burnett Guffey
- Son : John P. Livadary, Lambert Day
- Montage : Jerome Thoms
- Musique : Hugo Friedhofer
- Production : Philip Yordan
- Société de production : Columbia Pictures Corp.
- Sociétés de distribution : Columbia Pictures Corp., Sony Pictures Television
- Pays de production :  États-Unis
- Tournage : 
  - Langue : anglais
  - Période prises de vue : 31 octobre au 29 décembre 1955
  - Extérieurs : New York, Californie
- Format : noir et blanc — 35 mm — 1,85:1 — monophonique
- Genre : drame
- Durée : 108 minutes
- Dates de sortie :
  - États-Unis : 9 mai 1956
  - France : 8 septembre 1956
- (fr) Mention CNC : tous publics (visa d'exploitation no 18154 délivré le 1er juin 1956)
- Affiche : Jean Mascii (France)

## Distribution
- Humphrey Bogart (VF : Claude Péran) : Eddie Willis
- Rod Steiger (VF : Jacques Erwin) : Nick Benko
- Nehemiah Persoff (VF : Marc Cassot) : Leo
- Mike Lane (en) (VF : Jean Amadou) : Toro Moreno
- Jan Sterling (VF : Jacqueline Porel) : Beth Willis
- Max Baer (VF : Serge Nadaud) : Buddy Brannan
- Jersey Joe Walcott (VF : Georges Aminel) : George
- Edward Andrews (VF : Lucien Bryonne) : Jim Weyerhause
- Harold J. Stone (VF : Louis Arbessier) : Art Leavitt

Acteurs non crédités :
- Val Avery (VF : Jean Violette) : Frank
- Patricia Dane : Shirley
- Frank Hagney : Arbitre
- Peter Leeds (VF : (Émile Duard) : Speaker de ring Dundee

## Distinctions
Le film a été présenté en sélection officielle en compétition au Festival de Cannes 1956.